# Frederick Tennyson
Frederick Tennyson (1807–1898), poeta inglês, foi o irmão mais velho do vigário de Somersbywas the eldest son of the Rector Lincolnshire, e irmão do grande poeta Alfred Tennyson. Estudou em Eton College e Cambridge e viveu a maior parte da sua vida em Itália e em Jersey. Contribuiu para o livro Poems by Two Brothers, e é autor de Days and Hours (lyrics) (1854), The Isles of Greece (1890), Daphne (1891), and Poems of the Day and Night (1895). Todas as suas obras contêm excertos de forte poética.